# 薩伊納河
54°14′04″N 21°05′48″E / 54.234482°N 21.096714°E

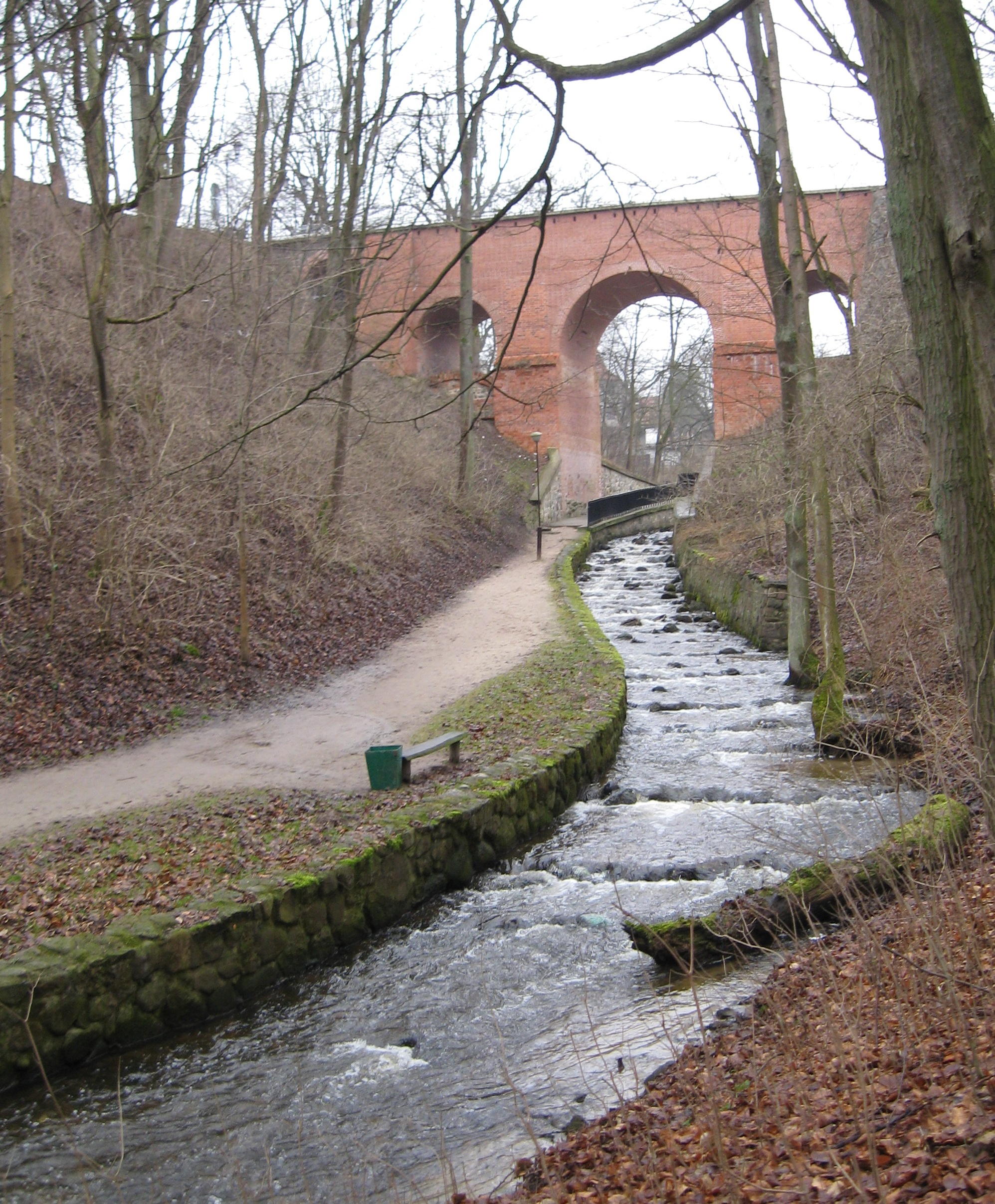

薩伊納河（波蘭語：Sajna）是波蘭的河流，位於該國東北部，處於瓦爾米亞-馬祖里省，河道全長51公里，流域面積501平方公里，該河流發源自雷謝爾。